# Pseudopaludicola ceratophryes
Pseudopaludicola ceratophryes és una espècie de granota que viu al Brasil, Colòmbia i el Perú.
Està amenaçada d'extinció per la pèrdua del seu hàbitat natural.